# Dolná Súča
Dolná Súča (em húngaro: Alsószúcs) é um município da Eslováquia, situado no distrito de Trenčín, na região de Trenčín. Tem 26,32 km² de área e sua população em 2018 foi estimada em 3.082 habitantes.

## Demografia
| Ano:        | 1994 | 2004   | 2014   | 2024 |
| ----------- | ---- | ------ | ------ | ---- |
| Broj ljudi: | 2774 | 2917   | 3050   | 3050 |
| Razlika:    |      | +5,15% | +4,55% | +0%  |

| Ano:               | 2023 | 2024   |
| ------------------ | ---- | ------ |
| Número de pessoas: | 3056 | 3050   |
| Diferença:         |      | -0,19% |